# رابرت لوینسون
؛
رابرت لوینسون (انگلیسی: Robert Alan "Bob" Levinson؛ زاده ۱۰ مارس ۱۹۴۸) از مأموران اداره مبارزه با مواد مخدر آمریکا در اداره تحقیقات فدرال (اف‌بی‌آی) است که در اسفند ۱۳۸۵ هنگامی که در پوشش کارمند بازنشسته بخش مبارزه با جرائم سازمان‌یافته اداره تحقیقات فدرال مشغول گردآوری اطلاعات در جزیره کیش بود ناپدید شد. مقامات اداره تحقیقات فدرال، ادعا کردند که لوینسون احتمالاً از سوی یک گروه ربوده شده و در منطقه مرزی بین ایران با افغانستان و پاکستان نگهداری می‌شد. بنا بر اخبار مختلف رابرت لوینسون احتمالاً فوت کرده است.
مقام‌های آمریکایی گفته‌اند که رابرت لوینسون در هنگام سفر به ایران برای یک شرکت خصوصی کار می‌کرده است. اما در سال ۲۰۱۳ خبرگزاری آسوشیتد پرس گزارش کرد که لوینسون در هنگام انجام مأموریتی تأیید نشده برای آژانس اطلاعات مرکزی (سیا) بوده است.
همسر و پسر وی برای یافتن او به ایران سفر کردند. اما تلاش‌ها برای یافتن وی بی‌ثمر بود. دولت آمریکا برای اطلاعاتی که منجر به سلامت یافتن و بازگشت او شود جایزه‌ای ۲۰ میلیون دلاری تعیین کرده است.
در ۲۱ مارس ۲۰۱۷ خانواده لوینسون از ایران به دادگاه فدرال عالی شکایت کرد. به گزارش نیویورک تایمز با متهم کردن ایران به پنهان کردن اطلاعات مربوط به گم شدن این فرد، از تهران شکایت کرده‌اند.
خبرگزاری آسوشیتد پرس در ۹ نوامبر ۲۰۱۹ گزارش داد اسنادی را دیده که نشان می‌دهد ایران در مکاتباتی با کارگروه «ناپدیدشدگان قهری» سازمان ملل متحد اعلام کرد که رابرت لوینسون در دادسرای عمومی و انقلاب تهران، پرونده‌ای دارد که در حال رسیدگی است.
در ۱۵ ژوئیه ۲۰۲۵ اف‌بی‌آی در بیانیه‌ای با نام بردن و انتشار پوسترهایی از سه نفر شامل رضا امیری مقدم، سفیر ایران در پاکستان، تقی دانشور و غلامحسین محمدنیا، سفیر پیشین ایران در آلبانی، اعلام کرد در آدم‌ربایی باب لوینسون، در مارس ۲۰۰۷، نقش داشته‌اند. در این گزارش از نامبردگان به عنوان مأموران اطلاعاتی نظام جمهوری اسلامی ایران یاد شده است.

## غرامت
دادگاهی در آمریکا به ریاست قاضی تیموتی حکم داد که جمهوری اسلامی ایران باید ۱٫۴ میلیارد دلار جهت خساراتی که به خانواده رابرت لوینسون، مأمور سابق اف‌بی‌آی، وارد آمده است، پرداخت کند.

## واکنش‌ها
- وزیر امور خارجه آمریکا در بیانیه‌ای در مورد درگذشت رابرت لوینسون، روز هفتم فروردین ۱۳۹۹ گفت «خانواده رابرت لوینسون، شجاعانه، برآورد غم‌انگیز خود را از درگذشت باب (نام کوتاه رابرت) در بازداشت ایران، در اختیار جهانیان گذاشتند». وی از حکومت ایران خواست تا جزئیات کامل سرنوشت لوینسون را ارائه کند.[۱۵]
- خانواده رابرت لوینسون روز چهارشنبه ششم فروردین ۱۳۹۹ با صدور بیانیه‌ای اعلام کرد: «ما اخیراً اطلاعاتی را از مقامات دولت آمریکا دریافت کردیم که آنها هم مثل ما به این نتیجه رسیدند که همسر و پدر ما در زندان‌های ایران فوت کرده است.»[۱۶]
- کریس ری رئیس پلیس فدرال آمریکا، اف‌بی‌آی، می‌گوید که از تلاش برای دانستن این که چه اتفاقی برای رابرت (باب) لوینسون (مأمور پیشین خود که آخرین بار سیزده سال پیش در ایران دیده شده بود) افتاده است، دست برنخواهد داشت.[۴]
- رابرت اوبراین، مشاور امنیت ملی کاخ سفید، گفت «همان‌طور که رئیس‌جمهور ترامپ گفته است، ایران باید شرح کاملی از آنچه بر سر باب لوینسون آمده است را ارائه دهد.»[۱۷]